# ČKD T 448.0
|  | Dieser Artikel wurde aufgrund von akuten inhaltlichen oder formalen Mängeln auf der Qualitätssicherungsseite des Portals Bahn eingetragen. Bitte hilf mit, die Mängel dieses Artikels zu beseitigen, und beteilige dich bitte an der Diskussion. Artikel, die nicht signifikant verbessert werden, können gelöscht werden. |

Die Fahrzeuge der Baureihe T 448.0 (ab 1988: Baureihe 740) sind Diesellokomotiven für den Rangier- und leichten Streckendienst auf Industriestammgleisen, die von ČKD in Prag entwickelt wurden. Die Lokomotiven wurden insbesondere für Industriebetriebe in der Tschechoslowakei und Polen gebaut. An die Tschechoslowakischen Staatsbahnen (ČSD) wurden konzeptionell identische, aber leichtere Lokomotiven als Reihe T 466.2 geliefert.

## Geschichte

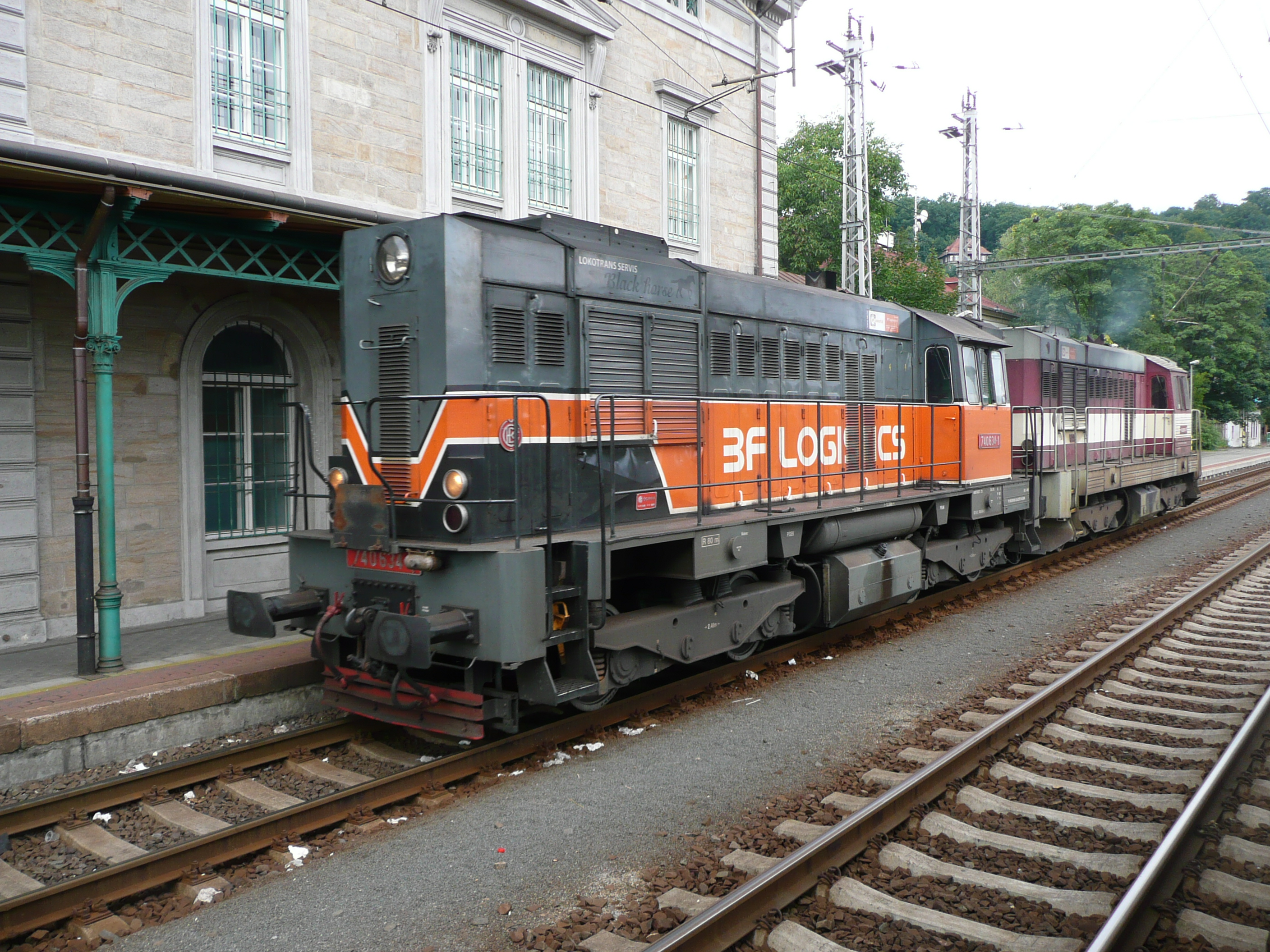
740 634 2012 im Bahnhof Děčín

In den 1970er Jahren bestand bei den Industriebetrieben in der ČSSR ein großer Bedarf an leistungsfähigen Güterzuglokomotiven für den schweren Rangier- und Übergabezugdienst.
So entstand die Baureihe T 448.0 als Weiterentwicklung von zwei Prototypen der Baureihe T 475.1. An diesen Prototypen bestand für den Streckendienst in der ČSSR kein Bedarf.  
Nachdem der Rahmen für ein größeres Gewicht deutlich verstärkt wurde, entstanden von 1973 bis 1989 in 13 Serien insgesamt 459 Stück. Die Maschinen wurden für tschechoslowakische Industriebetriebe gefertigt für den Rangierdienst, beim Ziehen zwischen einzelnen Produktionsstätten und für Übergabedienste an die ČSD. 161 Maschinen wurden außerdem als Baureihe T 448p nach Polen an Betriebe der Kohle-, Hütten- und Chemieindustrie geliefert. Mit der Einführung der UIC-EDV-Fahrzeugnummern 2007 erhielten die in Polen registrierten Maschinen die Reihenbezeichnung 7 620, die wie bisher in Polen generell nur zusätzlich angeschrieben wurden. Während der langen Fertigungszeit gab es mehrere kleine konstruktive Änderungen.
Die Baureihe T 448.0 war Entwicklungsträger der T 466.2.

## Einsatz

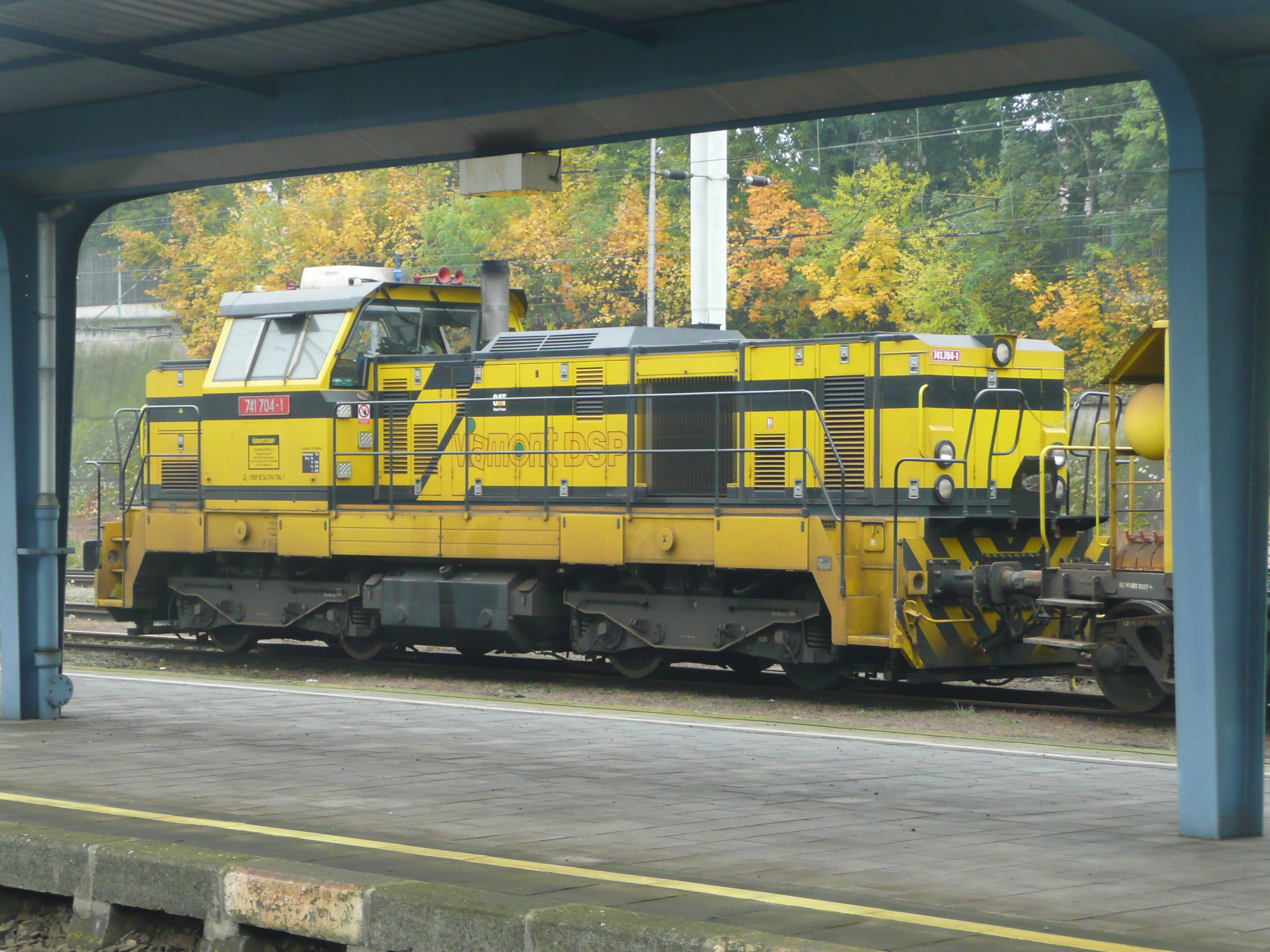
die rekonstruierte 741 704 von Viamont DSP 2012 im Bahnhof Lovosice

Die Lokomotiven gelten als robuste und zuverlässige Maschinen. Durch ihre Achslast ist ihr Einsatzgebiet auf Hauptbahnen beschränkt. Sie haben eine relativ hohe Leistung bei geringer Achslast, was sie universell einsetzbar macht.
Viele der Lokomotiven sind als Leasinglokomotiven bei privaten Eisenbahngesellschaften im Einsatz. Dabei sind auch Einsätze im Ausland möglich. Die Lokomotiven werden bevorzugt paarweise eingesetzt. Einige Lokomotiven wurden bisher zerlegt, einige grundlegend modernisiert – vom Einbau eines elektronischen Reglers bis hin zu einem Komplettumbau mit neuem Führerstand und flacheren Vorbauten mit der neuen Reihenbezeichnung 741.

### Baureihe T 448P

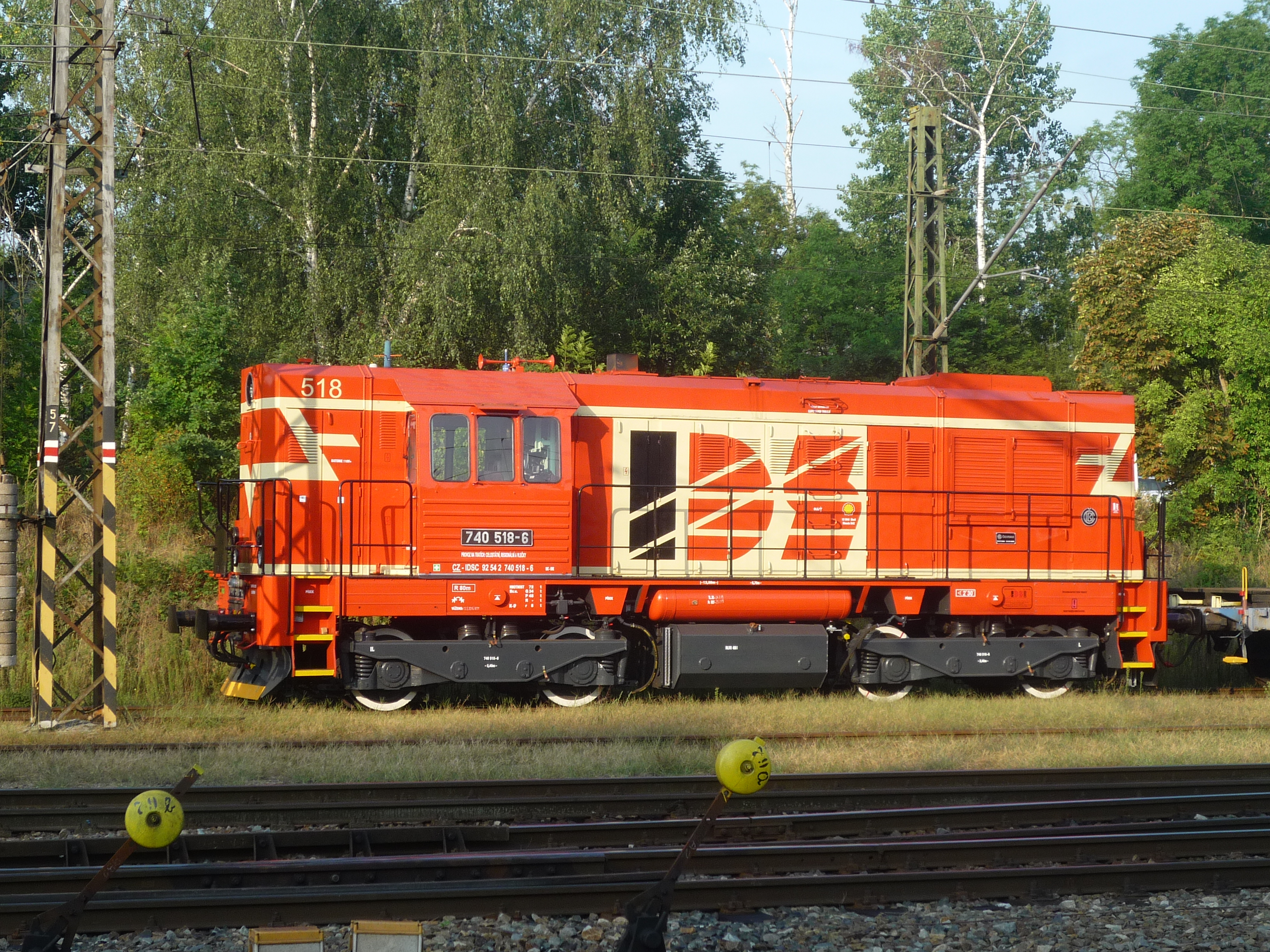
740 518 von IDS Cargo

Weil der Bedarf von Diesellokomotiven für polnische Industriebetriebe von der eigenen Industrie nicht gedeckt werden konnte, wurden in Polen von 1976 bis 1989 insgesamt 161 Fahrzeuge der Reihe beschafft. Sie wurden bei gleichen technischen Daten als T 448.P bezeichnet und wurden eingesetzt u. a. auf der Oberschlesischen Sandbahn und in weiteren Industriebetrieben des Landes, bevorzugt in Südpolen, der Ölindustrie und der Bergwerksindustrie. Die Lokomotiven wurden in der Zwischenzeit modernisiert und erhielten neue Motoren und Generatoren.
Zahlreiche Lokomotiven sind bei privaten Betreibern im Einsatz. Es waren 2009 noch 120 Lokomotiven bekannt, andere wurden nach Slowenien, Tschechien, in die Slowakei oder nach Italien verkauft. Bekannt sind die Einsätze bei CTL Logistics, Pol-Miedź Trans, PCC Rail, Lotos Kolej, Orlen KolTrans, PTK Holding, PTKiGK Rybnik, STK, NZGTK Nowy Bierun, Euronaft und Transoda.

## Technische Merkmale

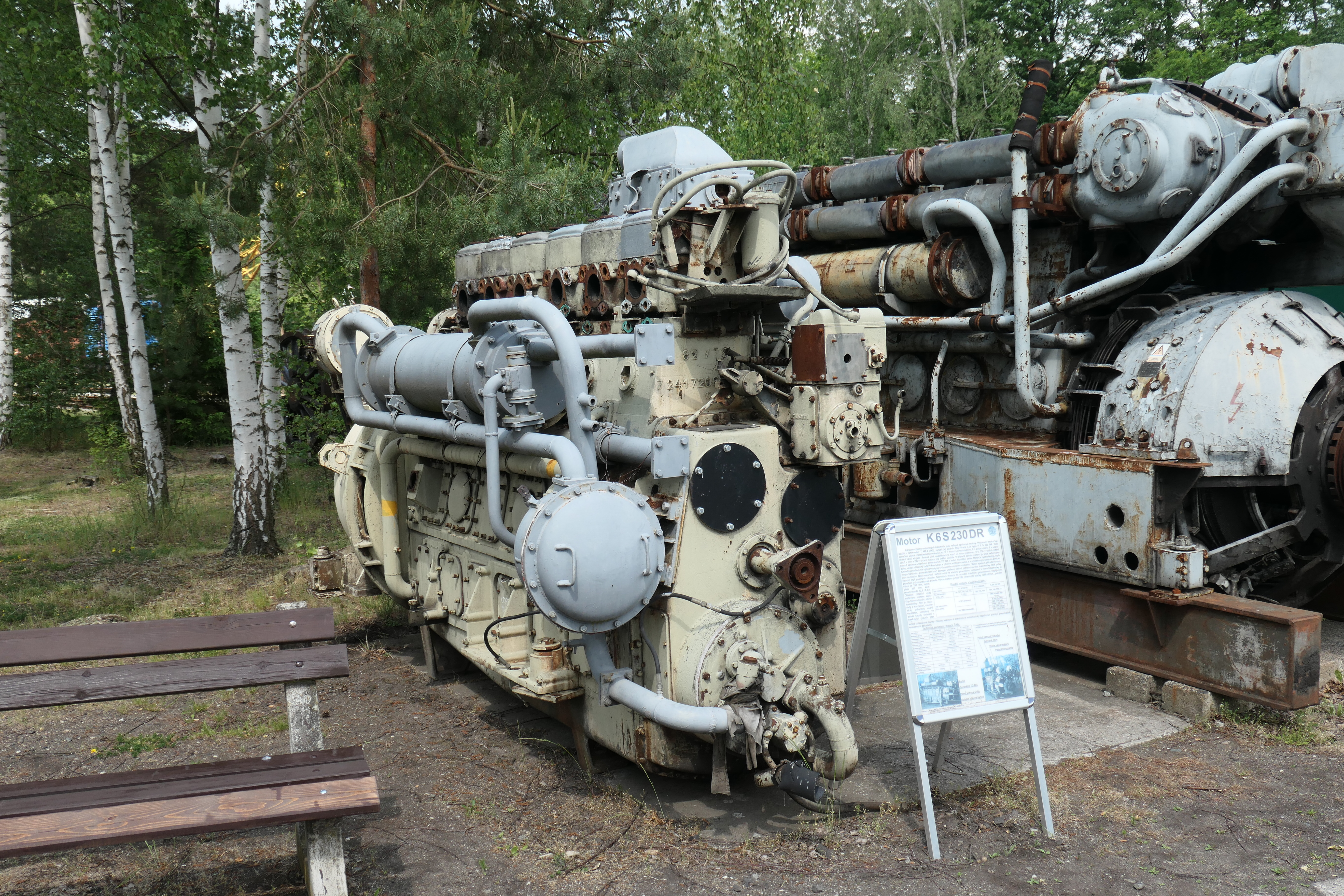
Antriebsmotor ČKD K6S 230 DR im Eisenbahnmuseum Lužná u Rakovníka

Die Lokomotive hat einen langen sowie einem kurzen Vorbau, dazwischen befindet sich das Führerhaus mit zwei diagonal angeordneten Führerständen. Gegenüber von den Führerständen sind die Eingangstüren. Der geschweißte Rahmen ruht auf zwei H-förmig aufgebauten geschweißten Drehgestellen. Die Achsen sind nach dem ČKD-Konzept einseitig im Drehgestellrahmen aufgehängt und auf der anderen Seite mit Schraubenfedern abgefedert. Die Zugkraftübertragung erfolgt über zwei im Hauptrahmen gelagerte Drehzapfen, der Rahmen stützt sich über Silentblöcke auf dem Drehgestellrahmen ab.
Die Lokomotiven haben eine Gleichstrom-Traktionsübertragung. Im vorderen, langen Vorbau sind der Sechszylinder-Dieselmotor ČKD K6S 230 DR und der Traktionsgenerator sowie die Kühlanlage und Hilfseinrichtungen eingebaut. Im hinteren kleinen Vorbau sind die Batterie und die Verteiler untergebracht. Der Dieselmotor hat eine Leistung von 883 kW bei 1250/min. Die Antriebsmotoren sind zwei Kommutatormaschinen mit einem Übersetzungsverhältnis von 78:15.

### Modernisierung nach 2010
Um 2010 begann man bei ČD Cargo und einigen ausgewählten Betrieben mit viel Schienengüterverkehr (z. B. Viamont oder Unipetrol Doprava) sich Gedanken zu machen über eine Modernisierung der Lokomotiven, die im Wesentlichen den Umbau der Maschinenanlage und die Verbesserung der Arbeitsbedingungen des Lokführers zum Inhalt hatte. So wurde das Führerhaus geringfügig nach hinten gesetzt und die Maschinenraumabdeckungen niedriger gehalten, um dem Lokführer eine Rundumsicht von seinem Arbeitsplatz zu ermöglichen.
Nach umfangreichen Versuchen startete 2019 die Rekonstruktion der Loks in den neuen Typ EffiShunter 1000M. Außerdem entstanden einige individuelle Umbauten.